# Grausame Richter
Grausame Richter (Originaltitel For Men Only (auch Time for Men Only) – alternativ The Tall Lie) ist der Titel eines Kriminalfilms von und mit Paul Henreid aus dem Jahr 1952. In tragenden Rollen sind Margaret Field und James Dobson besetzt. Der Film firmierte auch unter den Titeln Die Mitleidlosen und Starke und Halbstarke. Das Drehbuch von Lou Morheim basiert auf ihrer zusammen mit Herbert H. Margolis verfassten Erzählung.

## Handlung
Um in die Studentenverbindung Omega Nu aufgenommen zu werden, müssen Anwärter sinnlose und teilweise sadistische Prüfungen bestehen. Unter den Neuanwärtern ist auch Tod Palmer, dessen Willen der Präsident der Verbindung Ky Walker um jeden Preis brechen will. Am Wake College ist Tod einer der besten Schüler von Prof. Stephen Brice. Brice unterrichtet Pathologie und wird von den meisten Schülern und der Lehrerschaft sehr geschätzt. Als Tod nach einer Verbindungsprüfung, bei der er in eisigem Wasser ausharren musste, zu spät zur Vorlesung kommt, nimmt ihn sein Mentor zur Seite. Er will wissen, ob seine zunehmend schlechten Leistungen etwas mit der Studentenverbindung zu tun hätten, doch Tod verneint. Am Ende der Vorlesung warten Ky und seine engsten Freunde schon auf ihn. Reihum muss sich Tod von den Mitgliedern in der Öffentlichkeit mit einem Paddel schlagen lassen und sich dafür auch noch bedanken. Der jungen, mit ihm befreundeten Studentin Kathy Hughes erzählt Tod davon, dass diese Nacht eine weitere Prüfung anstehe.
Brice’ Frau Julie möchte, dass ihr Mann Dekan der Medizinischen Fakultät wird, um in der Gesellschaft aufzusteigen. Tods Mutter erscheint und zeigt Brice eine eidesstattliche Versicherung, die der Vorstand der Studentenvereinigung ihrem Sohn gegeben hat. Darin werden die Mitglieder von jeder Schuld freigesprochen, falls bei einer der Prüfungen etwas passiert. Stephen Brice rät ihr zur Unterzeichnung, damit Tod vor der Gruppe nicht bloßgestellt wird.
Neben Tod werden an diesem Abend weitere drei Studenten der sogenannten letzten Prüfung unterzogen, unter ihnen auch der eher ängstliche Bartholomew „Beanie“ Brown. In einem Waldstück werden sie von den Mitgliedern der Vereinigung, aber auch Absolventen der Universität erwartet. Alle heben zum Schwur die Hand und sprechen mit Ky Walker den Eid der Vereinigung. Man schneidet ihnen je ein Hosenbein ab und malt ihnen Farbe ins Gesicht. Ein Welpe wird herbeigebracht, den Tod auf Walkers Anweisung hin erschießen soll. Der junge Student weigert sich, sodass das Tier von einem anderen Anwärter erschossen wird. Als er von dem Hundeblut trinken soll, schlägt er gegen das Gefäß und rennt davon. Er flüchtet sich zu Brice, der Tod nahelegt, den Vorfall dem Bezirksstaatsanwalt Jesse Hopkins und dem Schulpräsidenten Colin Mayberry vorzutragen.
Die Zeitungen berichten auf der ersten Seite über den Fall. Tod führt den Staatsanwalt und die ermittelnden Beamten an den Ort des Geschehens. Alle Spuren sind sorgfältig beseitigt worden. Auch die Studenten werden befragt und bestreiten die Vorwürfe. Walker weist einen Hund vor, der genauso aussieht wie der getötete. Tod kann seinen Einwurf, das sei ein anderer, nicht beweisen. Als man „Beanie“ Brown befragt, leugnet er die Tötung eines Welpen und antwortet auf die Frage, ob der Hund auf Walkers Arm der fragliche Hund sei, mit ja. Der Schulleiter Mayberry zeigt sich erleichtert, dass sein Institut nun nicht mehr mit einer solch unschönen Geschichte in Verbindung gebracht werden könne. Stephen Brice’ Frau Julie ist nicht sehr glücklich darüber, dass ihr Mann den Fall trotzdem weiterverfolgen will und rät ihm ab. Die Presse macht sich inzwischen lustig über Tod und auch im College hat er viel Spott und Bösartigkeit auszustehen. Einzig Kathy Hughes hält zu ihm und rät ihm zu einem Schulwechsel, doch will Tod bis zum nächsten Frühjahr aushalten. Als er mit dem Auto unterwegs ist, wird er von Walker und dessen Leuten verfolgt. Sie haben zuvor die Windschutzscheibe von Tods Wagen beschmiert, sodass er kaum etwas sehen kann. Panisch versucht er seinen Verfolgern zu entkommen und rast dabei in einen Lastwagen. Schwerverletzt kommt Tod ins Krankenhaus, wo seine Mutter dem Professor eine Mitschuld an der Lage ihres Sohnes zuweist.
Als Brice sich in seinem Labor ablenken will, folgt ihm die junge Tracy Norman, die sich in den älteren Mann verliebt hat. Er weist sie ab, woraufhin sie sich an ihm rächen will. Brice will unterdessen Tod keinesfalls aufgeben. Auch ein Ultimatum seiner Frau ändert daran nichts. Julie zieht daraufhin aus dem gemeinsamen Haus aus. Während der Professor eine flammende Rede vor den Studenten hält, betritt Kathy Hughes den Raum mit der Nachricht, dass Tod gestorben sei. Viele der Studenten unterzeichnen nun die von Prof. Brice initiierte Petition gegen erniedrigende Aufnahmerituale in Studentenverbindungen. Walker wiederum nutzt Tracys verletzte Eitelkeit für seine Zwecke. Er bringt sie dazu, sich Brice zu nähern und kurz darauf der sexuellen Belästigung anzuklagen. Brice kann vor dem einberufenen Untersuchungsausschuss seine Unschuld nicht beweisen und wird entlassen. Julie jedoch kehrt zu ihm zurück. „Beanie“ ruft den Professor an. Er will vor dem Untersuchungsausschuss die Wahrheit erzählen, wird jedoch von Ky Walker zum Schweigen gezwungen und verprügelt. Brice findet ihn kurz darauf zerschunden in einer Bar auf. Vor dem Untersuchungsausschuss erscheint „Beanie“ nicht und Stephen erfährt wenig später, dass er die Schule verlassen hat. Brice sagt Walker auf den Kopf zu, dass er dafür verantwortlich sei. Seine Hand ist von der Schlägerei mit „Beanie“ verletzt und Brice reißt ihm das Pflaster ab. Er kündigt an, anhand der Spuren auf dem Pflaster analysieren zu wollen, ob sich Blut von „Beanie“ daran befinde. Walker will den Professor kurz darauf im Labor überfallen, doch stellt ihn Brice. Er bringt Ky Walker dazu, zuzugeben, dass ein Welpe sinnlos geopfert wurde und dass Tracy auf seine Anordnung hin gelogen hat. Julie, Präsident Mayberry und weitere Kollegen werden hinter der Tür Zeugen dieser Aussagen. Mayberry bittet Brice zu bleiben und bietet ihm den Posten als Dekan an. Zur Freude seiner Kollegen und seiner Frau willigt Stephen ein.

## Produktion

### Produktionsnotizen
Gedreht wurde von Anfang September bis zum 22. September 1951 in den General Service Studios in Los Angeles sowie im Los Angeles City College in Kalifornien. Es handelt sich um einen Film der H-N Productions der Lippert Pictures im Verleih der Döring-Film GmbH. Rechteinhaber ist Kit Parker Films.
Paul Henreid fungierte in dieser Produktion sowohl als Hauptdarsteller wie auch als Regisseur und Produzent. Henreid erzählte, dass der Film eigentlich den Titel Hell Night bekommen sollte, es aber Schwierigkeiten gab, sodass man sich auf den Titel der Originalvorlage einigte. Bei seiner Erstaufführung war der Film durchaus erfolgreich, jedoch wurde er bei einer späteren Wiederaufführung zusammen mit dem Film Der rote Korsar (The Crimson Pirate) vorgeführt, was dazu führte, dass auf der Ankündigung stand: For Men Only – The Crimson Pirate, was so viel bedeutete wie: Ein Piratenfilm – nur für Männer! Henreid zog seinen Film daraufhin zurück und änderte den Titel in The Tall Lie, was allerdings auch nicht mehr half.
Vera Miles, damals 22 Jahre alt, hat in diesem Film ihre erste etwas größere Rolle. Acht Jahre später spielte sie in dem Film Psycho eine der Hauptrollen.

### Synchronisation
Die deutsche Synchronbearbeitung lag bei der Internationalen Film-Union A.G. Remagen. Für die deutschen Texte wie auch die Regie zeichnet Hanns Eggerth verantwortlich.
| Rolle                       | Darsteller      | Synchronsprecher    |
| --------------------------- | --------------- | ------------------- |
| Professor Dr. Stephen Brice | Paul Henreid    | Ernst von Klipstein |
| Julie Brice                 | Margaret Field  | Gisela Hoeter       |
| Bartholomew „Beanie“ Brown  | James Dobson    | Klaus W. Krause     |
| Mrs. Palmer                 | Virginia Mullen | Gerda Maria Terno   |
| Ky Walker, Scum-Anführer    | Russell Johnson | Arnold Marquis      |
| Tod Palmer                  | Robert Sherman  | Wolfgang Schwarz    |

### Veröffentlichung
Der Film hatte am 11. Januar 1952 seine Premiere in den USA. Dort ist er auch unter dem Titel The Tall Lie gelaufen. Im Oktober 1952 wurde er in Schweden veröffentlicht und am 20. Februar 1953 in der Bundesrepublik Deutschland. Im selben Jahr erfuhr er auch eine Veröffentlichung in Dänemark und Finnland. In Frankreich wurde er 1954 in ausgewählten Kinos gezeigt, in Dänemark erfuhr er 1955 eine Wiederaufführung. Veröffentlicht wurde der Film zudem in Belgien.

## Kritik
„Ein Mord bei den quälerischen Ritualen einer amerikanischen Studentenverbindung wird durch einen verantwortungsbewußten Professor aufgeklärt. Düsterer psychologischer und gesellschaftskritischer Kriminalfilm durchschnittlicher Qualität, der sich gegen falsche Männlichkeitsideale engagiert. (Titel auch ‚Starke und Halbstarke‘, ‚Die Mitleidlosen‘).“

In der Kritik in der New York Times wurde darauf verwiesen, dass Paul Henreid gleich in dreifacher Funktion am Film beteiligt sei, nämlich als Produzent, Regisseur und Star. Zwar sei sein Beitrag nicht dazu geeignet, eine umfassende Reform in Gang zu setzen, aber immerhin könne er einige Institutionen in Verlegenheit bringen in Hinsicht auf Bruderschaften. Henreids Mehrfachfunktion habe die Qualität seiner schauspielerischen Darbietung nicht getrübt. Er gebe einen überzeugenden Professor, dessen Emotionen aufrichtig und offen seien. Auch habe er sich mit genügend jungen Leuten umgeben, um seiner Darstellung die nötige Reife zu verleihen. Hervorzuheben seien Robert Sherman als Tod Palmer, aber auch Russell Johnson als schurkischer Campusführer, Margaret Field in der Rolle von Henreids Frau, Kathleen Hughes als Femme Fatale-Nachwuchs sowie Vera Miles als Freundin des Opfers.